# The Zone: Survival Mission
The Zone: Survival Mission (hangul: 더 존: 버텨야 산다; rr: Deo jon: beotyeoya sanda; lit. A Zona: Suportar Para Viver, A Zona: Missão Sobrevivência (título em Portugal) ou Missão Sobrevivência (título no Brasil)) é um programa de televisão via streaming sul-coreano estrelado por Yoo Jae-suk, Lee Kwang-soo e Kwon Yuri. Apelidados de "agentes da humanidade", os membros são colocados em oito simulações de desastres nas quais devem sobreviver por quatro horas. Ele estreou no Disney+ em 8 de setembro de 2022, com os três primeiros episódios sendo lançados ao mesmo tempo.
A série é produzida por Cho Hyo-jin, que colaborou frequentemente com Yoo Jae-suk e é conhecido por seus programas anteriores, como Running Man, X-Man e Family Outing.

## Premissa
Em cada episódio, o elenco é colocado em simulações com temas de sobrevivência através da "A Zona" com a ajuda de AI U (dublado por You Hee-yeol), uma máquina de inteligência artificial. Sua tarefa é completar missões e suportar os cenários em 4 horas.

## Episódios
| N.º | Título              | Lançamento             |
| --- | ------------------- | ---------------------- |
| 1 | "1st Zone" "Zona 1" | 8 de setembro de 2022  |
| A primeira simulação começa em um espaço sombrio. Os membros devem aguentar firme e não chamar atenção. |                     |                        |
| 2 | "2nd Zone" "Zona 2" | 8 de setembro de 2022  |
| Os membros relaxam em uma sauna, mas não é isso que os fazem suar.                                      |                     |                        |
| 3 | "3rd Zone" "Zona 3" | 8 de setembro de 2022  |
| Os membros vão parar em uma antiga vila coreana repleta de espíritos malignos.                          |                     |                        |
| 4 | "4th Zone" "Zona 4" | 14 de setembro de 2022 |
| Os membros fazem quarentena em uma casa. Se quebrarem as regras, eles pagarão um preço.                 |                     |                        |

## Lançamento
The Zone: Survival Mission foi lançada em 8 de setembro de 2022 no Disney+ como uma série original do Star onde disponível, no Hulu nos Estados Unidos e através do Star+ na América Latina.